# اینسید
اینسِیَد (این سِی ئَد) (انگلیسی: INSEAD) یک مدرسه عالی کسب و کار با پردیس‌هایی در اروپا (فونتنبلو) و آسیا (سنگاپور) و خاورمیانه (ابوظبی) است. INSEAD برنامه‌های مختلف علمی از جمله‌ام بی ای تمام وقت، دوره‌ای در فایننس و پی اچ دی مدیریت را ارائه می‌دهد.

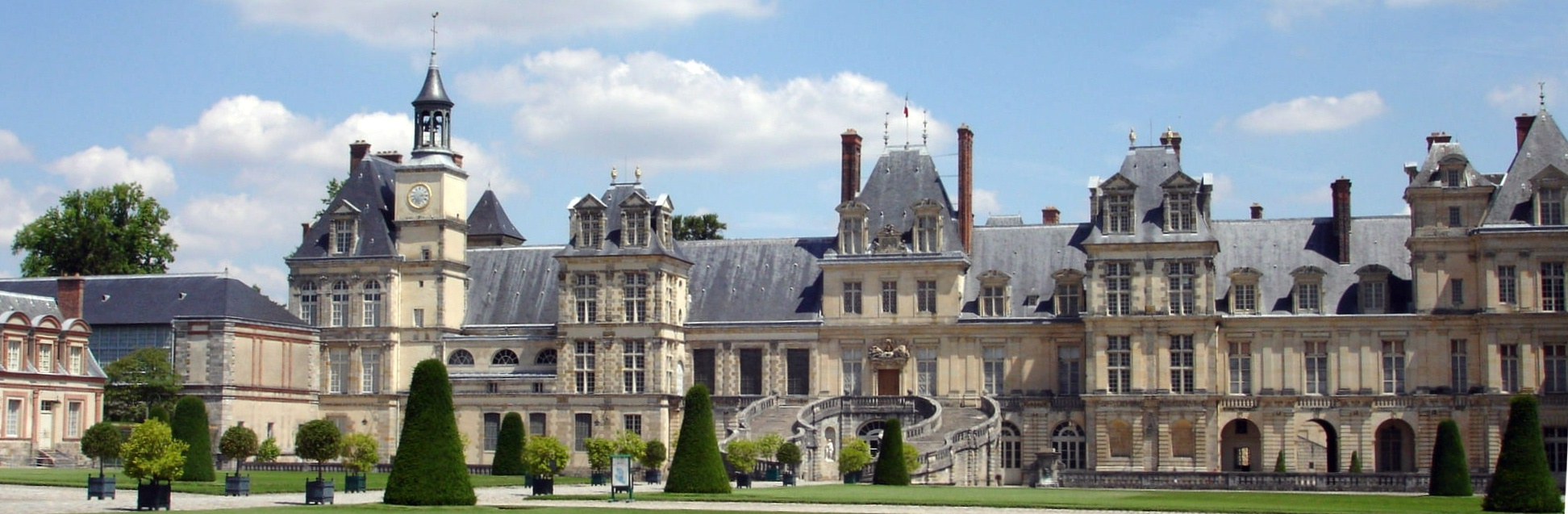
شتو دو فونتنبلو